# Mohammed Mehdi Tehrantschi
Mohammed Mehdi Tehrantschi (persisch محمدمهدی طهرانچی; * 21. März 1965; † 13. Juni 2025 in Teheran) war ein iranischer theoretischer Physiker und Atomwissenschaftler.

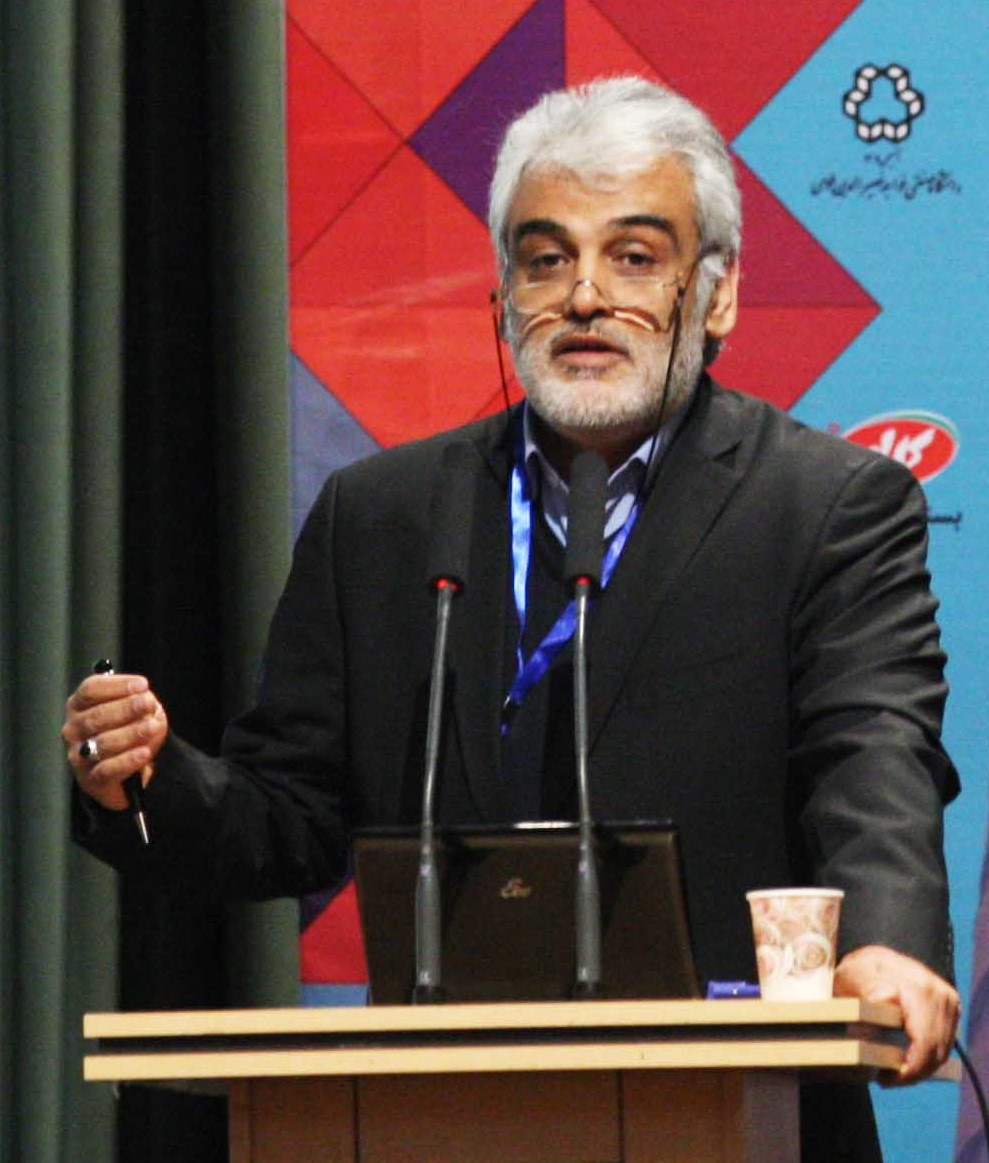
Mohammed Tehrantschi

## Leben
Mohammed Tehrantschi studierte Physik. Als Professor am Laser and Plasma Research Institute und Department of Physics der Shahid Beheshti University und Mitglied des Kuratoriums und Präsident der Islamischen Azad-Universität war er Rektor der beiden Zweigstellen der islamischen Azad-Universität (in Zentral- und Teheraner Provinz) und der Shahid-Beheshti-Universität.
Er wurde am 13. Juni 2025 im Rahmen der Operation Rising Lion durch das israelische Militär getötet.